# Musée d'art moderne Morohashi
Le musée d'art moderne Morohashi (諸 橋 近代 的術館, Morohashi Kindai Bijutsukan) a ouvert ses portes en 1999, à Kitashiobara, préfecture de Fukushima, au Japon. Il est situé dans le parc national de Bandai-Asahi, près de Goshiki-numa et avec vue sur le mont Bandai. La collection permanente comprend plus de trois cent quarante pièces de Salvador Dalí, ce qui en fait le quatrième plus grand musée Dalí au monde et le seul musée Dalí d'Asie, ainsi que des œuvres de Sisley, Cézanne, Renoir, Matisse et Picasso.